# Институт развития интернета
Институт развития интернета (сокр. ИРИ) — российская автономная некоммерческая организация, спонсируемая государством с помощью грантов на договорной основе, созданная для регулирования отношений интернет-отрасли и власти и лоббирования интересов компаний интернет-отрасли, а позднее ставшая оператором государственного конкурса на создание интернет-контента для молодёжи.

## История

### Ранний период
Идея создания института была выдвинута Сергеем Плуготаренко, директором Российской ассоциации электронных коммуникаций (РАЭК), которая объединяет основные интернет-компании России, и Сергеем Гребенниковым, директором Регионального общественного центра интернет-технологий (РОЦИТ), заявленная миссия которого — развивать интернет-технологии среди граждан. Другими соучредителями выступили предприниматель Германом Клименко, а также Фонд развития интернет-инициатив, созданный по инициативе Владимира Путина и инвестирующий в стартапы за счёт частных инвесторов, и Медиа-коммуникационный союз, который представляет интересы телеком-компаний.
В создании ИРИ косвенно участвовал и Вячеслав Володин, заместитель руководителя администрации президента России, с которым Плуготаренко и Гребенников 12 ноября 2014 года на конференции Russian Interactive Week (RIW) договорились о создании ИРИ как организации, консультирующей власти по вопросам Интернета.
Организация была запущена в апреле 2015 года, её директором стал Клименко. Организация занялась разработкой «дорожных карт» развития интернета, посвящённых интернетизации различных отраслей экономики (например, созданию электронных медицинских карт) и создаваемых на основе предложений экспертов. В конце 2015 года ИРИ представил Путину программу долгосрочного развития интернета и восемь дорожных карт, они не были учреждены, но Путин предложил Клименко стать его советником по вопросам развития интернета.
Среди других ранних инициатив — запрет протокола UDP, на котором работают торренты, предложенный ИРИ в октябре 2015 года, а также поправки в законодательство о преференциях для российского программного обеспечения для государственных закупок. Также ИРИ создал Центр компетенции в области ИКТ, проводил отбор мессенджеров для использования в государственных структурах и отбор проектов для финансирования венчурными фондами, развивал телемедицину.
ИРИ финансировался грантами — например, в 2015 году он получил грант в 9,8 млн руб. от Института социально-экономических и политических исследований (ИСЭПИ) для создания «краудсорсинговой платформы взаимодействия с интернет-аудиторией на базе экспертного сообщества ИРИ». По данным «Ведомостей», годовые затраты ИРИ в то время составляли 40-50 млн рублей, объём финансирования был сопоставим. Финансирование в основном использовалось на создание тематических интернет-форумов.
По данным «Ведомостей» в 2016 году, после ухода Володина из администрации президента финансирование организации было сокращено, а бо́льшая часть сотрудников была уволена.
В июле 2017 года директор ИРИ Екатерина Рудых покинула свой пост. Совет ИРИ избрал новым директором Максима Буянова, юриста РОЦИТ, одного из учредителей ИРИ, но Клименко, председатель совета, отказался подписывать его назначение. По данным CNews, это стало следствием конфликта между Клименко с одной стороны и Гребенниковым и Плуготаренко с другой стороны. В итоге в декабре 2017 года Клименко оставил пост председателя совета ИРИ, его место занял другой член совета Леонид Левин, глава комитета Госдумы по информационной политике, информационным технологиям и связи, при этом Клименко остался членом совета. Директором ИРИ стал член совета Сергей Петров.

### Создание интернет-контента для молодёжи
14 октября 2019 года Путин поручил правительству России определить некоммерческую организацию, чтобы на её базе создать «координационный центр по организации производства контента, направленного на духовно-нравственное воспитание молодёжи, и его распространения в сети Интернет», и по предложению Росмолодёжи такой организацией стал ИРИ.
В 2020 году ИРИ стал оператором конкурса на создание интернет-контента для молодёжи. Изначально правительством планировалось потратить на конкурс 9 млрд рублей с 2020 по 2022 годы, в том числе 3 млрд рублей в 2020 году. Преемник Володина на посту заместителя руководителя администрации президента Сергей Кириенко занял пост председателя наблюдательного совета конкурса.
По состоянию на февраль 2020 года в ИРИ было подано более 1,2 тысячи заявок на почти 25 млрд рублей. В мае 2021 года наблюдательный совет ИРИ выбрал 62 проекта с общим финансированием в 1,1 млрд рублей, среди них сериалы «Зелёный мэр», «Струны», «Сама дура», «Найден_жив», «Френдзона», «Моя бабушка — призрак», «Ничего страшного» и третий сезон сериала «Трудные подростки».
В 2021 году, когда генеральным директором ИРИ стал медиаменеджер Алексей Гореславский, институт сосредоточился на раздаче грантов на создание патриотического интернет-контента. Вскоре после назначения Гореславского институт объявил конкурс по производству патриотического контента, на что ушло 7 млрд рублей из Резервного фонда РФ.
В июле 2021 года ИРИ получил от правительства статус единого оператора социальной рекламы в Рунете.
В августе 2021 года правительство к уже заложенным в федеральный бюджёт на 2021 год 3 млрд рублей выделило ещё 7 млрд рублей, которые ИРИ должны распределить на 200 проектов по созданию «духовно-нравственного» контента для молодёжи. Отбором проектов и их воплощением займётся продюсерский совет под руководством Вячеслава Муругова, заместителя генерального директора «Национальной Медиа Группы» и руководителя «СТС Медиа».
В 2023 году институт получил более 20 миллиардов рублей, из них свыше 17 млрд на создание «государственного контента», посвященного «гражданской идентичности» и «духовно-нравственным ценностям». В 2024 году структура распределит на поддержку проектов 18,2 млрд руб.

### Поддержка вторжения России на Украину
Совместное расследование «Медузы» и «Важных историй» отмечает, что после нападения России на Украину ИРИ финансирует под видом «патриотического» интернет-контента пропагандистские проекты, на которые выделяется несколько миллиардов рублей. Так, по итогам конкурсного отбора на создание «национального контента» 10 млрд рублей поделили между собой 163 проекта, среди которых: «Уехавшие, как вы там?», «Рамзан. Ахмат — Сила России», «Женщины Z», «Сделано для фронта» и иные проекты. Также отмечается, что с 2022 года ИРИ запрещено работать с «иноагентами», затрагивать антивоенный нарратив или как-то критиковать власть в России.
В 2021 году ИРИ учредил Национальную премии интернет-контента, после российского вторжения лауреатами премии становились:
- военкоры (среди них — Семён Пегов, Александр Коц, Дмитрий Стешин, Евгений Поддубный, Владлен Татарский),
- песня «Встанем» певца Shaman,
- фильм о поездке в Донбасс блогера Стаса «Ай, как просто»,
- телеграм-канал пропагандиста Александра Малькевича со стримами с «освобожденных от нацистов территорий Украины»,
- ролик, в котором девочка из Херсонской области обнимает российского военного со словами «Вы наши спасители! Я вас люблю!».

В 2022 году, по личному заявлению Алексея Гореславского, ИРИ поддержал около 100 проектов, связанных с поддержкой российского нападения на Украину, затраты на них составили более 3 млрд рублей.
В 2022 году финансирование получил спецпроект «Доброволец» от газеты «Аргументы и факты» — подробная инструкция, как отправиться на войну с Украиной.
В 2023 году финансирование ИРИ получили десятки проектов, среди которых:
- мультиформатный проект «Женщины Z» о женщинах-военнослужащих, медсёстрах, волонтёрах, учителях,
- документальный сериал о судьбе памятников архитектуры Донбасса «Русское наследие. Возвращение домой»,
- серия видеороликов «Сделано для фронта» о предпринимателях из регионов, которые безвозмездно помогают военнослужащим на «СВО»,
- о содержании проектов «СВОи», «Россия для людей», «Право на вторжение», «Уехавшие, как вы там?», «Обновленный сайт Конституции РФ», «Народов много — Родина одна. Мы вместе!» на конец 2023 года было мало чего известно.

## Санкции
24 июня 2024 года, как пропагандистская организация, ИРИ включён в санкционные списки стран Европейского союза.

Институт развития интернета финансирует проекты в аудиовизуальной сфере, такие как телесериалы, видеоигры и фильмы, которые поддерживают агрессивную войну России против Украины. Его бюджет постоянно увеличивался с начала полномасштабного вторжения России в Украину. Таким образом, ИРИ является важнейшим элементом кремлевской пропаганды войны в Украине, а значит осуществляет действия, подрывающие территориальную целостность, суверенитет и независимость Украины. Благодаря финансированию и бюджетным средствам, получаемым от российского правительства, ИРИ также получает финансовую выгоду от российского правительства, которое несёт ответственность за аннексию Крыма и дестабилизацию Украины.— «Официальный журнал Европейского союза», Брюссель, 24 июня 2024 года

## Руководство
Председатель совета ИРИ:
- Герман Клименко (2015[20]—2017[6])
- Леонид Левин (с 2017[6])

Директора ИРИ:
- Екатерина Рудых (2014[21]—2017[3])
- Сергей Петров (2017[6]—2019[22])
- Антон Ключкин (2019[22]—2021[23])
- Алексей Гореславский (с 2021[23])

## Владельцы
По состоянию на 2021 год:
- Правительство Российской Федерации — 21,51 %,
- Региональный общественный центр интернет-технологий (РОЦИТ) — 21,43 %,
- Министерство науки и высшего образования Российской Федерации — 20,41 %,
- и другие.

## Оценки деятельности
Артём Козлюк, руководитель проекта «Роскомсвобода», отмечает: «ИРИ — лояльная одобряющая структура. Но хоть будут говорить Путину, что не всегда верно говорить, о том, что интернет — разработка ЦРУ, он ещё и полезен для российской экономики».
Писатель и публицист Лев Рубинштейн назвал руководимый ИРИ конкурс на создание интернет-контента для молодёжи «распилом» и заявил: «Эти 7 млрд рублей, условно говоря, пойдут на „идейно-патриотическую“ байду, которая стилистически очень некачественная и старомодная».